# Bentley Arnage
Bentley Arnage — автомобиль класса люкс, выпускавшийся  британской компанией Bentley Motors с 1998 по 2009 год. Своё имя получил по названию одного из поворотов трассы, на которой проводится знаменитая гонка 24 часа Ле-Мана.

## Arnage

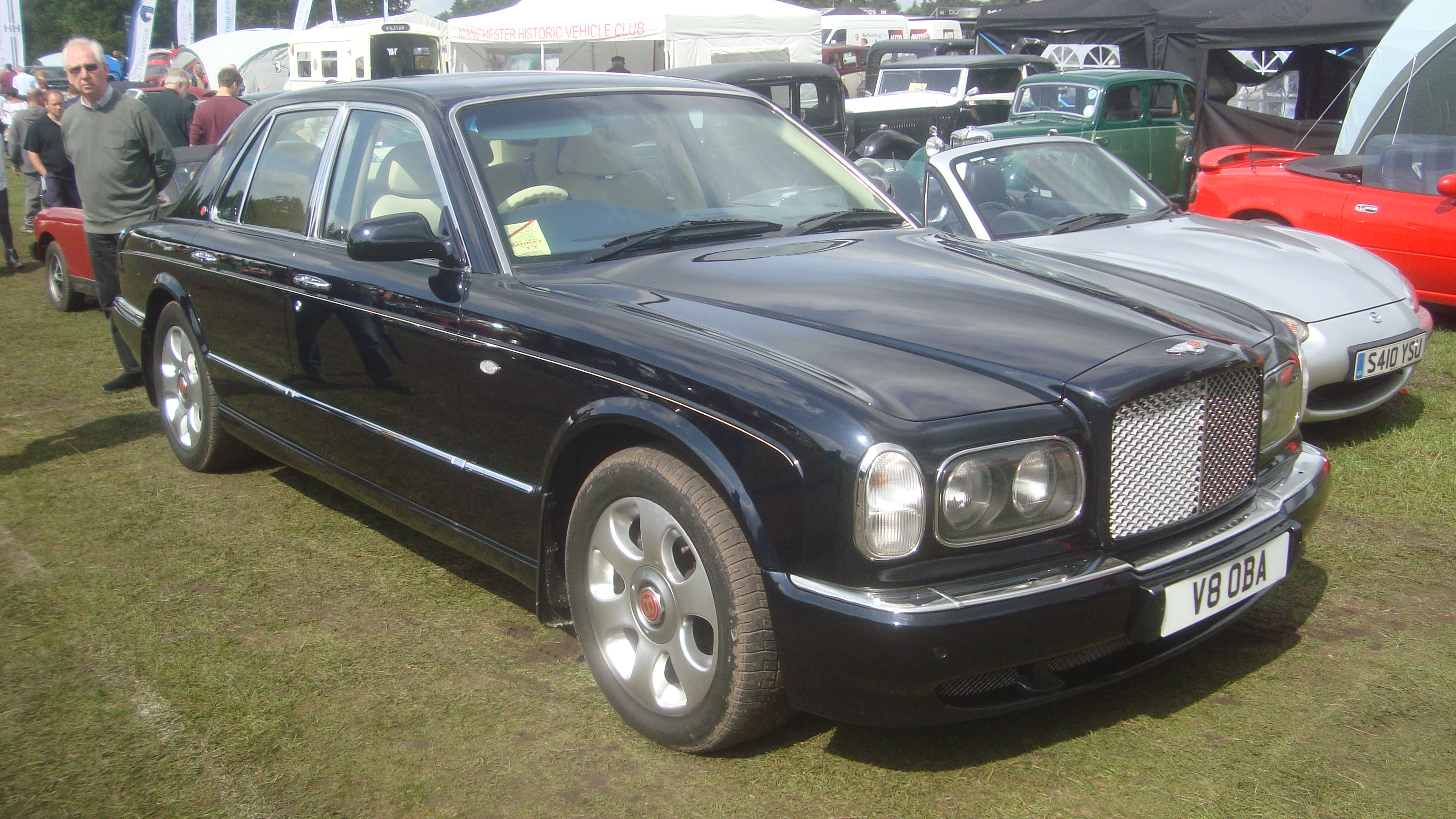
2000 Bentley Arnage Red Label

Представленный в 1998 году седан Arnage стал самой продаваемой моделью Bentley. Первоначально оснащаемый 4,4-литровым V-образным восьмицилиндровым двигателем, автомобиль демонстрировал мощь и изысканность в движении. Позже эту модель назвали  Arnage Green Label, для того, чтобы отличать её от появившегося в 1999 году Arnage Red Label, комплектуемого 6¾-литровым, также восьмицилиндровым двигателем производства Bentley.
Всего с 1998 по 2000 год было изготовлено 1182 автомобиля с 4,4-литровым двигателем и 2466 автомобиля с 6¾-литровым мотором с 1999 по 2005 год, включая 184 модели в особом исполнении.

## Arnage RL

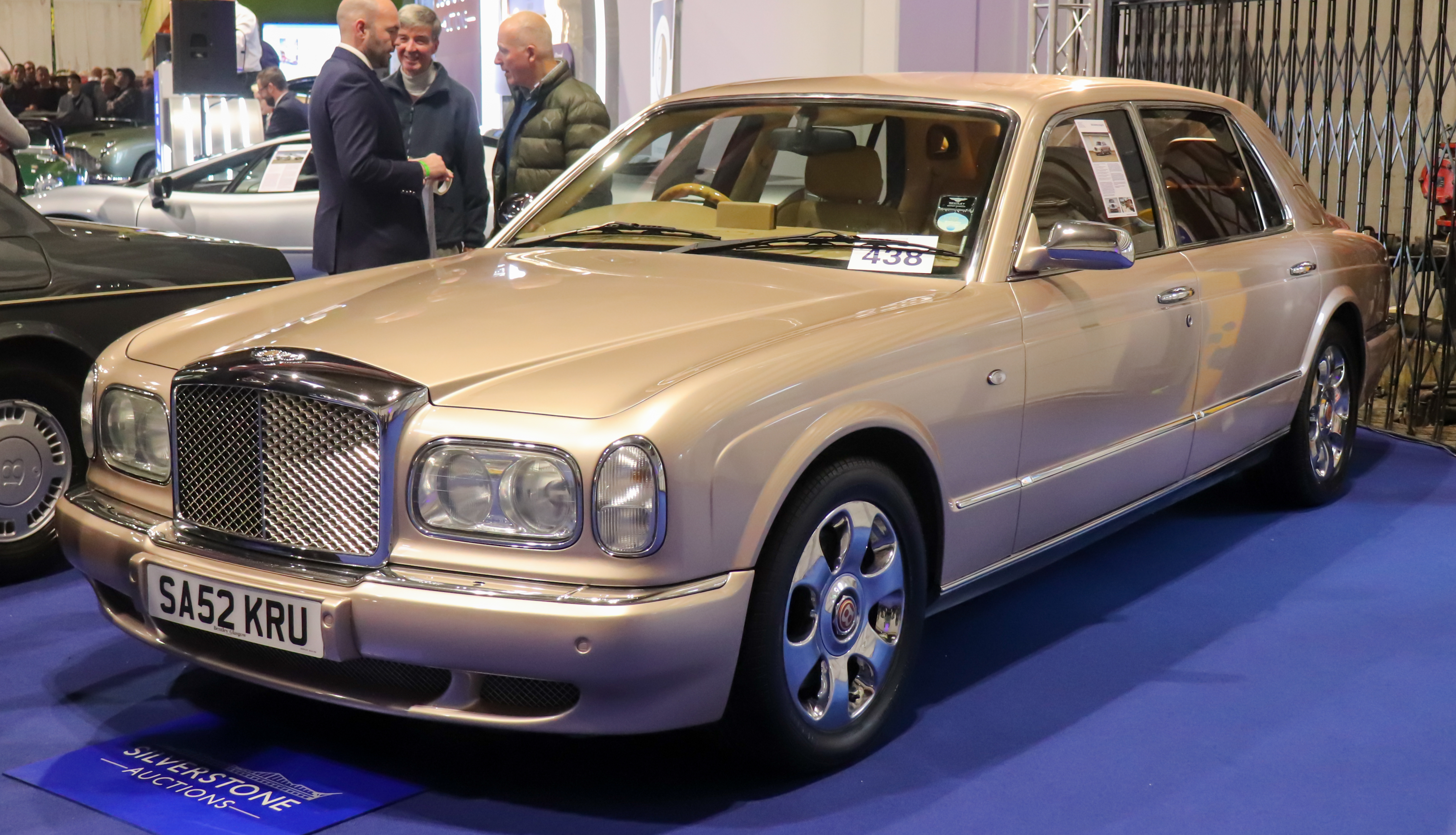
2002 Bentley Arnage RL

В 2001 году был представлен лимузин Arnage RL, вершина кузовного творчества этого ряда моделей. Он поставил персонализацию на совершенно новый уровень, когда автомобиль — это холст, «раскрашиваемый» заказчиком по своему усмотрению.
Колёсная база автомобиля была удлинена на 50 миллиметров вперёд от центральной стойки и на 200 миллиметров назад. Это позволило сохранить классический профиль Arnage, добавив комфорта водителю и пассажирам.
Модель давала возможность владельцу осуществить любые мечты. Всё, что могли сделать, пожалуй, лучшие в мире специалисты по ручной отделке автомобиля, было в его распоряжении. Эти люди не только бережно сохраняли наследие Bentley, но и были в курсе всех последних достижений роскоши современного мира. Среди них были как специалисты по изготовлению деталей из дерева грецкого ореха, так и аудиофилы, способные превратить салон автомобиля в концертный зал.
Всего с 2001 по 2011 год было изготовлено 412 автомобилей.

## Arnage T

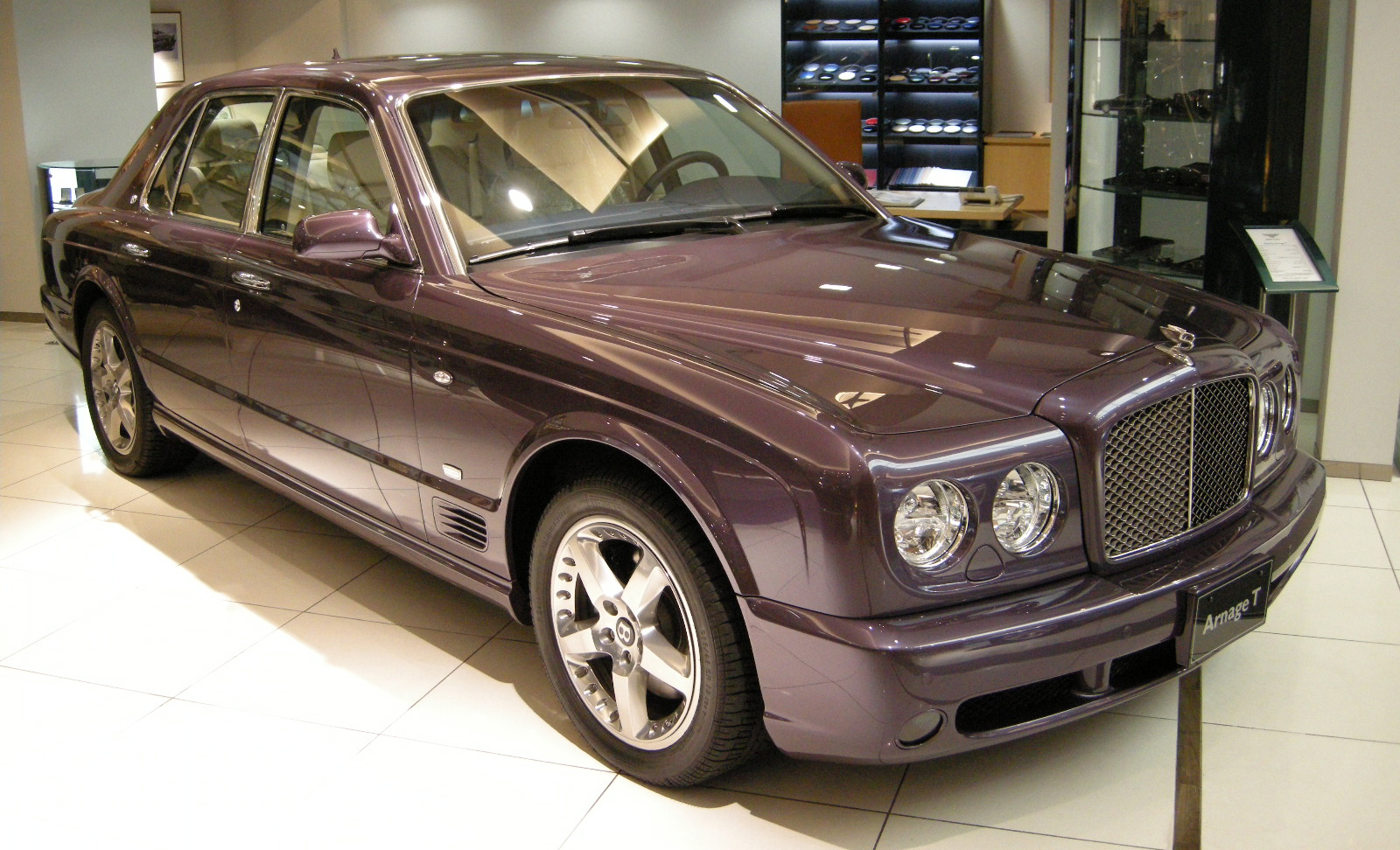
2007 Bentley Arnage T

Комфорт и бесшумность спортивного Arnage T, представленного в 2002 году, резко контрастировали с мощью под правой ногой водителя. Вся эта сила создавалась кардинально обновлённым 6,75-литровым V-образным восьмицилиндровым двигателем с двумя турбокомпрессорами при поддержке четырёхступенчатой автоматической коробки передач с компьютерным управлением и множеством других электронных систем. Так, система контроля устойчивости позволяла энергично управлять автомобилем, сохраняя стабильность его движения и обеспечивая требуемый уровень безопасности.
Всего с 2002 по 2010 год было изготовлено 2578 автомобилей Arnage T, включая 41 версию в особом исполнении.

## Arnage R

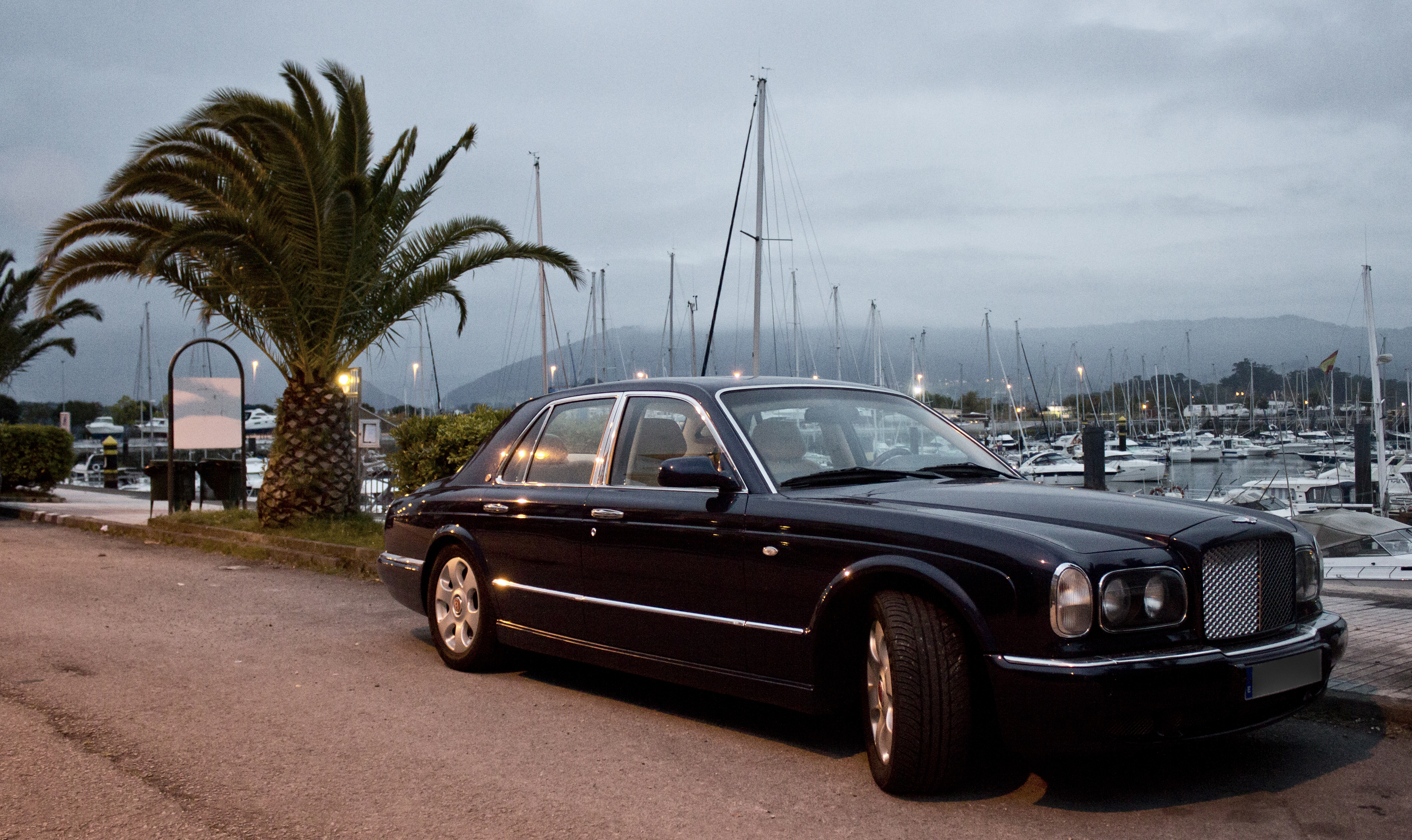
2003 Bentley Arnage R

Arnage R представленный в 2002 году демонстрировал непревзойдённый пример философии Гран Туризмо. Мощь, комфорт и отменная управляемость этого автомобиля были результатом гармонии традиции и новейших технологий.
От безупречной кожи сидений до управляемой компьютером шестиступенчатой автоматической коробки передач, всё в этом автомобиле было отражением качества и стиля. А более чем 400-сильный двигатель разгонял его до скорости почти 250 км/ч.
Всего с 2002 по 2011 год было изготовлено 2264 автомобиля Arnage R, включая несколько специальных версий (Blue Train, Diamond Series) и бронированные модели.

## Arnage Final Series

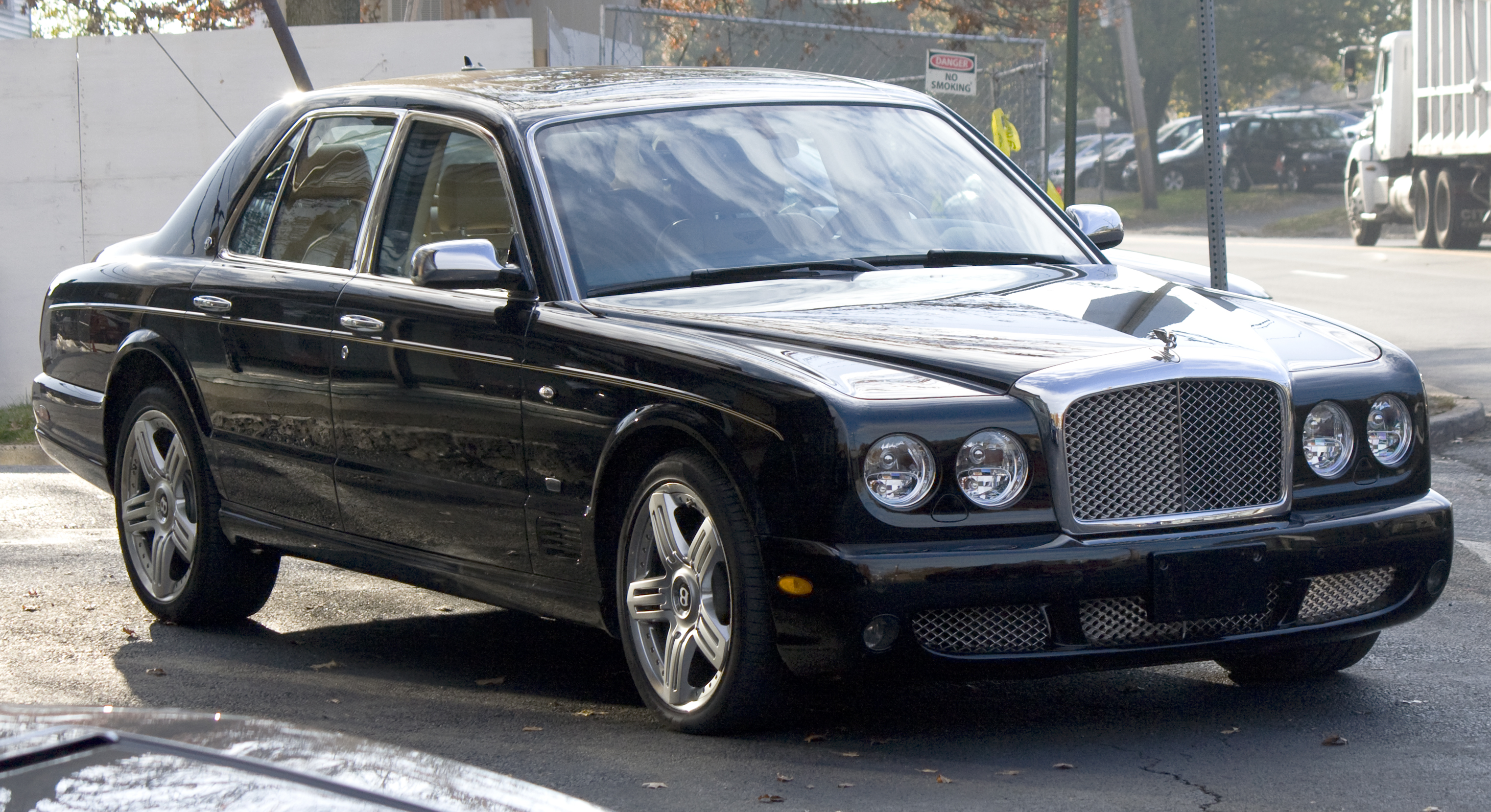
2009 Bentley Arnage Final Series

Для того, чтобы отметить 10-летие выпуска первого Arnage, 50-летие мощного V-образного двигателя и 90-летие Bentley, в 2008 году была выпущена Arnage Final Series. Эта уникальная серия автомобилей сочетала мощь Arnage T с изысканностью Arnage R и несла в себе некоторые элементы дизайна новейшего купе Brooklands. Грандиозный финал самой популярной модели компании был изготовлен в количестве всего 150 штук. 